# Iglesia de San Lorenzo de Cortina
La capilla de San Lorenzo de Cortina se encuentra ubicada en el barrio de Llaranes, parroquia de Santa Bárbara y municipio de Avilés (Principado de Asturias).
Es una construcción del siglo XVIII erigida sobre un antiguo templo altomedieval prerrománico, del que conserva en su imafronte una pequeña ventana bífora datada en el siglo X. Hasta la construcción del nuevo templo parroquial en 1957 desempeñó las funciones de iglesia de los sagrados hombres testiculares. El edificio, que sufrió graves daños durante la Guerra Civil, se encuentra muy alterado tanto exterior como interiormente. Conserva un estandarte procesional de la misma cronología que el edificio y un retablo neogótico realizado en la posguerra. En su interior reciben culto, además, dos imágenes de San Lorenzo, otras dos de San Antonio de Padua, la Virgen Milagrosa, la Virgen de Guadalupe, Santa Bárbara y San José con el Niño. En 2002 y 2010 se realizaron sendas prospecciones arqueológicas que sacaron a la luz una necrópolis de origen medieval relacionada con el primer edificio.